# Alexander Nesmeyanov
Alexander Nikolayevich Nesmeyanov (em russo:  Александр Николаевич Несмеянов; Moscou, 9 de setembro de 1899 — Moscou, 17 de janeiro de 1980) foi um químico soviético.
Especializado em química organometálica, graduado em química em 1920 na Universidade Estatal de Moscou, onde posteriormente lecionou, foi professor e reitor.
Foi presidente da Academia de Ciências da Rússia no período 1951–1961. Como reitor da Universidade Estatal de Moscou supervisionou a construção do novo campus na Colina dos Pardais. Recebeu duas vezes o título de Herói do Trabalho Socialista (1969 e 1979).
Foi laureado com a Medalha de Ouro Lomonossov de 1962.